# Коралина (роман)
Коралина је дечји роман британског књижевника Нила Гејмана који је изашао 2002. године из штампе. Преведен је на српски језик 2003. године.
Награђена је наградом Хуго за најбољу новелу 2003, наградом Небула за најбољу новелу 2003. и наградом Брама Стокера 2002. за најбоље дело за младе читаоце. The Guardian је рангирао роман на #82 на својој листи 100 најбољих књига 21. века. Гејман је почео да пише Коралину 1990. Име титуларног лика дошло је од грешке у куцању. Према Гејману, "Укуцао сам име Керолајн, и испало је погрешно. Погледао сам реч Коралина и знао да је то нечије име. Хтео сам да знам шта јој се догодило." Прилагођена је као реч. Анимирани филм из 2009. године је изашао у режији Хенрија Селика.

## Радња романа
Коралина Џонс и њени родитељи радохоличари усељавају се у стару кућу која је подељена на станове. Међу осталим станарима су госпођица Спинк и госпођица Форсибл, две старије жене повучене са позоришта, „луди старац на спрату“, који тврди да тренира циркус са мишем. Стан поред Коралининог је празан, а мала врата која их повезују откривају се да су зазидана када се отворе.
Коралина одлази да посети своје нове комшије. "Луди старац горе" јој понавља поруку од својих мишева: "Немој ићи кроз врата." Коралина такође пије чај са госпођицом Спинк и госпођицом Форсибл, а госпођица Спинк види неку опасност у Коралининој будућности након што је прочитала њене листове чаја.
Упркос овим упозорењима, Коралина одлучује да откључа врата када је сама код куће. Овог пута открива да је зид од цигле иза врата нестао. На његовом месту је дугачак ходник који води у стан идентичан њеном, осим у коме живе „Друга мајка“ и „Други отац“, који имају црна дугмад уместо очију. Друга мајка је знатно виша и мршавија од своје праве мајке. Њена црна коса као да се сама помера, кожа јој је бела као папир, а нокти дуги и црвени. Коралини је „Други свет“ занимљивији од свог; Друга мајка кува храну у којој она заиста ужива, оба њена друга родитеља обраћају више пажње на њу, њена кутија за играчке је пуна анимираних играчака које могу да се крећу и лете, друга госпођица Спинк и госпођица Форсибл изводе бескрајни чин у свом стану, а Други господин Бобо изводи циркус миша. Она чак открива да црна мачка луталица која лута по кући у стварном свету може да прича. Мачка се идентификује као иста мачка која живи у стварном свету и поседује способност да прелази између две димензије. Иако намерно груб и бескорисан у већем делу разговора, накратко је похвали што је донела „заштиту“, а затим нестаје.
Након што се Коралина врати у копију свог стана, Друга мајка нуди Коралини прилику да заувек остане на Другом свету, али да би то учинила, Коралина мора да дозволи да јој се дугмад пришију преко очију. Коралина је ужаснута и враћа се кроз врата својој кући. По повратку, Коралина открива да су њени прави родитељи нестали. Сутрадан се не враћају, а црна мачка је буди и одводи до огледала у свом ходнику кроз које види своје заробљене родитеље. Они јој сигнализирају писањем „Помози нам“ на стаклу, из чега Коралина закључује да их је друга мајка киднаповала. Прво зове полицију, али јој не верују. Тако се Коралина, иако се плаши повратка, враћа у Други свет да се суочи са Другом мајком и спасе своје родитеље. У башти, мачка је подстакла Коралин да изазове Другу мајку, јер „њена врста воли игре и изазове“. Друга мајка покушава да убеди Коралину да остане, али Коралина одбија и за казну је закључана у малом простору иза огледала.
У малом мрачном ормару упознаје троје деце духова. Сваки је у прошлости пуштао Другу Мајку, коју архаично називају „Белдамом“, да им пришије дугмад преко очију. Они говоре Коралини како су им Белдами на крају досадили, остављајући их да умру и одбацују их по страни, али су тамо заробљени јер је она задржала њихове душе. Ако се њихове душе могу спасити из Белдама, онда духови могу проћи даље. Деца духова моле Коралину да побегне и избегне своју судбину.
Након што Белдам ослободи Коралин из огледала, Коралина предлаже игру: ако успе да пронађе душе деце духова и њене родитеље, онда она, њени родитељи и деца духова могу да се ослободе. Ако не успе, коначно ће прихватити понуду Белдама. Коралина претражује Други свет и савладава препреке Друге мајке користећи своју памет и срећни камен гује госпођице Спинк (заштита о којој је мачка говорила) да пронађе заточене душе деце духова. Такође закључује да су њени родитељи заточени у снежној кугли на полици камина. Деца духова је упозоравају да чак и ако Коралина успе, Белдам је неће пустити, па Коралина превари Другу мајку објављујући да зна где су јој родитељи сакривени: у пролазу између димензија. Белдам се не може одупрети ликовању отварањем врата да покаже Коралин да њени родитељи нису тамо. Када Белдам отвори врата, Коралина баци мачку на њу, зграби снежну куглу и побегне у стварни свет са кључем, а мачка брзо следи. Док бежи, Коралина силом затвара врата Белдамовој руци. У свом дому, Коралина заспи на столици. Пробуде је родитељи који се не сећају шта им се догодило.
Те ноћи, Коралина сања сан у којем упознаје троје деце на пикнику. Деца су обучена у одећу из различитих периода и једно као да има крила. Упозоравају је да њен задатак још увек није обављен: Белдам ће покушати да је врати и покушаће да добије кључ за откључавање врата. Коралина одлази до старог бунара у шуми да одложи кључ. Она се претвара да има пикник, са ћебетом за пикник положеним преко улаза у бунар. Белдамова одсечена рука покушава да зграби кључ, али стане на ћебе и пада у бунар. Коралина се враћа кући, поздравља своје комшије и спрема се за школу следећег дана.

## Ликови
- Коралина Џонс - млада истраживачица. Она је радознала, интелигентна, сналажљива и храбра. Коралина је често иритирана кишом, лудим одраслим особама а не схватају је озбиљно због младости. Она је описана као "мала за своје године", али Коралина се не плаши да се суочи са било ким; она је најпустоловнија особа у књизи. Иако Коралина жели да више никада не види Белдам након што је сазнала за њену праву природу, она то ипак чини како би спасила своје родитеље. После свега што је чула о Белдам и ономе што је урадила Коралининој породици, она не може порећи да је чаробница заиста воли на себичан начин. У најмању руку осећа емпатију према њој и схвата да жели јаку везу између мајке и ћерке коју не разуме у потпуности како да успостави. Ово показује саосећајну страну Коралине Џонс и снажну вољу коју има. У филму јој глас даје Дакота Фанинг.

- Госпођа Џонс – Коралинина мајка. Већину времена је веома заузета, а понекад и мало непажљива, али воли Коралин и брине о њој. Она је фина и од помоћи, иако Коралина сматра да је прилично досадна. Коралин се такође нервира на своју праву мајку јер изгледа не жели да дозволи Коралин да се "уклопи". У филму, њено име је Мел, а глас јој даје Тери Хачер.

- Господин Џонс – Коралинин отац. Ради у својој кући на компјутеру. Много му је стало до Коралине и љубазан је, храбар и од помоћи. Он прави "креативне" креације хране које Коралина јако не воли. И он је обично превише заузет да би проводио време са Коралином. У филму, његово име је Чарли, а глас му даје Џон Хоџман.

- Мачка - црна мачка из стварног света. Мачка делује као ментор Коралини и води је кроз њено путовање. Остала је неименована, јер објашњава да мачкама нису потребна имена да би се разликовале. Мада, Друга Мајка га назива Гамадом пре него што је нападнута. За разлику од многих ликова у роману, он нема пандан из „Другог света“, рекавши да за разлику од других створења на свету, мачке могу „да се држе на окупу“. Она се слободно креће из једног света у други, иако се чини да је способна да говори у Другом свету. Она поседује веома саркастичну личност, стално омаловажава Коралин, али јој је ипак од помоћи. Пркоси Другој Мајци, али изгледа да дрхти при помисли да је заувек заглављена у Другом Свету. Она се спријатељи са Коралиом и помаже јој да побегне од Белдам, иако је Коралина такође користи као импровизовано оружје. У филму јој глас даје Кит Дејвид.

- Белдам (такође позната као Друга мајка) – примарни антагониста романа. Она је зла чаробница и владарка Другог света. Изгледа слично Коралининој правој мајци, али виша и мршавија, са дугом црном косом која се чини да се сама помера, црним очима односно, дугмадима, кожом као папир белом и изузетно дугим, трзавим прстима са дугим тамноцрвеним ноктима. Током романа, она постаје виша, мршавија и блеђа, све мање личи на Коралинину мајку. Она не може да ствара, већ само копира, изврће и мења ствари из стварног света када конструише своју верзију. Сакупља децу коју посесивно воли до границе коначног уништења, узимајући им душе да не напусте њен свет и бринући се о њима док не умре, али желећи да после тога осети њихову срећу и радост. Подразумева се да је убила сопствену мајку, јер када ју је Коралина питала да ли има гроб, она је одговорила: „О, да, сама сам је ставила тамо“. У филму, њен прави облик је хуманоидни арахнид са игличастим прстима на рукама. Неколико пута се помиње као "Белдам", средњоенглеска реч која значи "бака", "ружна старица", "вешња" или "вештица", а такође се користи за означавање вилинских створења. У филму јој глас даје Тери Хачер, која такође даје глас Коралининој мајци.

- Други отац – Креација Белдам по угледу на господина Џонса, Други отац се користи да помогне да превари Коралин да остане на другом свету. Као и њен прави отац, он има радну собу и седи тамо током дана и неће дуго разговарати са Коралином. Он, међутим, не ради; он само заузима радну собу, пошто му није дозвољено да сам разговара са Коралином. Он је много забавнији од Коралининог правог оца и увек се труди да буде весео и забаван пред Коралином. У стварности, Други Отац је тужан и нервозан. Белдам га на крају кажњава зато што је превише открио Коралини — она га претвара у мекано, тестасто створење налик на лисицу и наређује Другом оцу да ухвати Коралин у замку како она не би могла да победи у свом изазову. Он изражава невољност да јој науди, али не може да одбије Белдамова наређења и нападе, али Коралина за длаку побегне. У филму му глас даје Џон Хоџман, који такође даје глас свом пандану из стварног света, али његов певачки глас даје Џон Линел.

- Госпођица Спинк и госпођица Форсибл - Пар пензионисаних глумица које живе у стану испод Коралине. Оне поседују многе остареле шкотске теријере, као што су Хамиш, Ангус и Џок, и говоре позоришним жаргоном, често помињући своје време као глумице. Оне препознају опасност у којој је Коралина након што је прочитала своје виђење кроз листове чаја и дају јој камен гује да је заштити. На оном свету су младе и непрекидно наступају пред многим различитим псима, који су на оном свету [антропоморфизам|антропоморфни]]. У филму, њих и њихове колеге из другог света дају гласове Џенифер Сондерс (као глас Спинк) и Даун Френч (као глас Форсибл)

- Господин Бобо – пензионисани циркуски извођач који живи у стану изнад Коралине; њега обично назива Луди старац на спрату. Током књиге, он тврди да тренира мишеве да наступају у циркусу са мишем и често доноси Коралини поруке од њих, иако у почетку она сумња да уопште има мишеве за обуку и не слуша шта каже поруке од мишева. Његов колега из другог света тренира пацове и заправо је направљен од пацова. У филмској адаптацији, он је преименован у Сергеја Александра Бобинског, али му је име господин Бобински или господин Б, а глас му даје Ијан Мекшејн, који такође даје глас свом колеги са другог света.

- Деца духови – Духови троје деце која су била претходне жртве Белдам: две девојчице и један дечак. Дечак је описан као прљаво лице и црвене панталоне. Једна од девојчица има смеђу косу, ружичасту блузу и ружичасту сукњу. Друга има браон капу и браон хаљину. Друга мајка их је заробила у различито време пре Коралине и бораве у мрачном простору иза огледала. Након што су им душе обновљене, одлазе у загробни живот, али не пре него што се последњи пут сретну са Коралин, у сну где она има пикник са њима. Овде она види њихов прави изглед и захваљују јој што их је ослободила Белдам, а такође је упозоравају да није завршила са њом.

## Адаптације
Уз помоћ студија за анимацију Лајка, редитељ Хенри Селик је 2009. године објавио филмску адаптацију која је добила похвале критике. На 82. додели Оскара, филм је номинован за најбољи анимирани играни филм, али је изгубио од филма До неба. У филму, Коралина је приказана као има кратку плаву косу и пеге. Хенри Селик је додао нови лик, Вајборна „Вајби“ Ловата, који у почетку нервира Коралин, али временом постаје све већи. На Другом Свету, он не може да говори, али је савезник Коралини. На крају филма, Коралина пружа руку да помогне Вајбију да каже својој баки шта се налази иза малих врата.
Стрип о Коралини је настао 2008. године, мјузикл следеће године као и видео игрица. 